# Megaselia horticola
Megaselia horticola är en tvåvingeart som beskrevs av Borgmeier 1962. Megaselia horticola ingår i släktet Megaselia och familjen puckelflugor. Inga underarter finns listade i Catalogue of Life.